# 西村式潜水艇

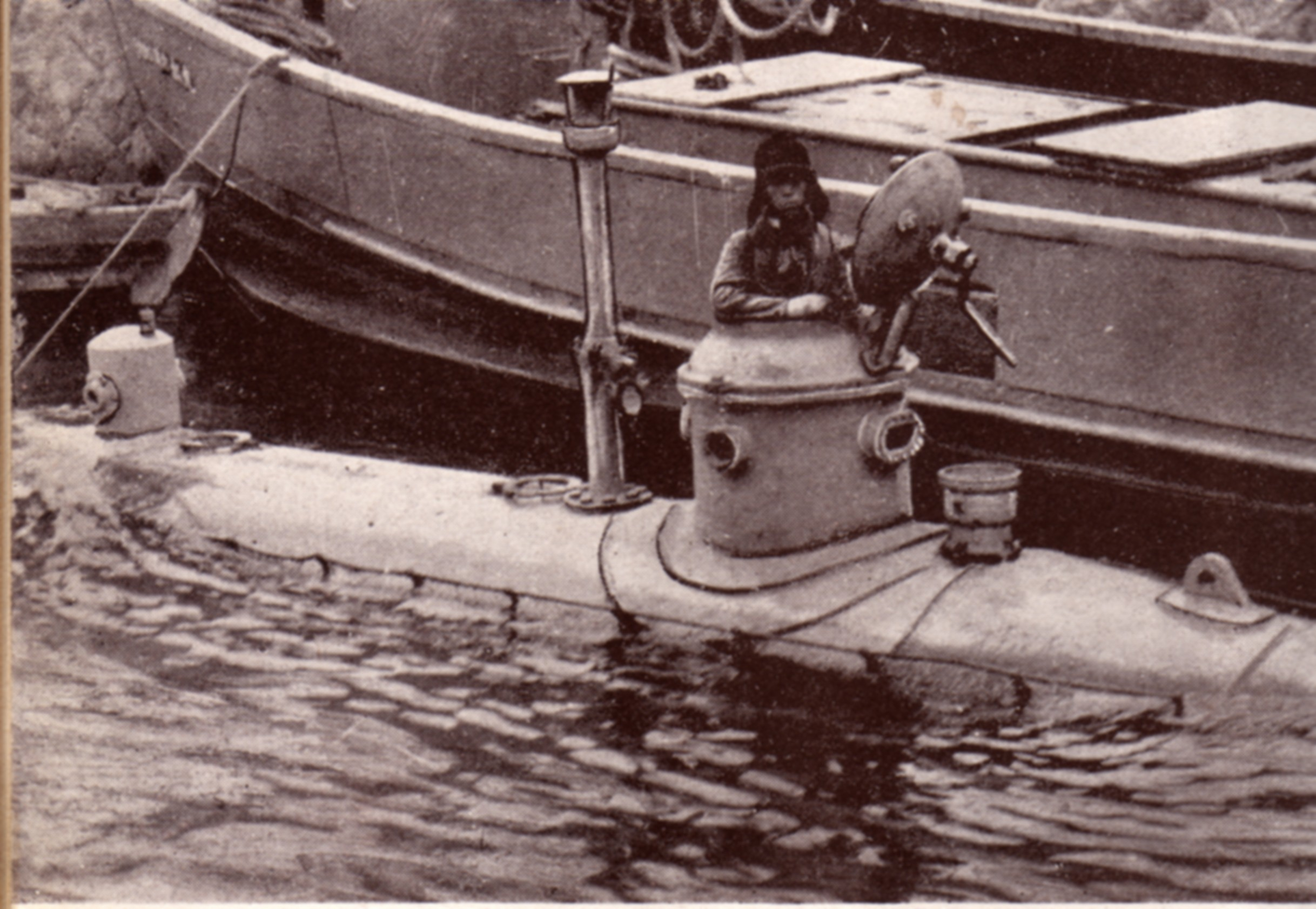
関門海峡の海底調査に用いられた際の西村式潜水艇

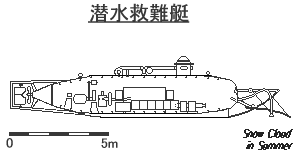
西村式潜水艇構造図。呉海軍工廠で建造された潜水救難艇タイプ。昭和造船史より。

西村式潜水艇（にしむらしきせんすいてい）は、日本で建造された小型潜水艇。西村一松（いちまつ）の設計により当初は珊瑚採取を目的として建造された。

## 概要
第1号は1929年（昭和4年）に台湾の基隆で建造された 4人乗りの小型潜水艇で、蓄電池からの電力を動力源とし、モーターで水中を航行した。また作業用にマジック・ハンド、のぞき窓、投光器が装備されていた。排水量14トンで船体の長さ10m、中央部直径1.5m、計画潜水深度300m。
続いて第2号艇が1935年（昭和10年）に三菱横浜造船所で建造された。西村深海研究所所有。蓄電池とモーターに加え、水上走行用にディーゼル機関を装備し、排水量24トン、長さ10.78m、船体中央部の直径1.83m、計画潜水深度は350m、水中速力3ノット、最大行動時間は約1時間であった。第2号艇は当時の大日本帝國海軍の潜水艦よりも遙かに深い深度まで潜航できる事から、関門鉄道トンネル掘削時の海底調査など民間の調査業務のみならず、海軍からも調査依頼を受ける事もあった。1936年にかつて徳山湾で爆沈事故を起こした戦艦河内の事故現場の調査を行った後、1939年（昭和14年）の伊63の沈没では第2号艇が実際の潜水救難作業に従事したが、予備浮力が小さく、水中速力が遅い第2号艇では潮流の速い沈没海域では最大行動時間内に伊63へ到達する事自体が困難であった。また、船体の突起に索が引っかかりやすいなど安全面の問題もあり、十分な活用ができなかった。
その後海軍は西村と共に第2号艇の欠点を改良した潜水作業艇の開発に着手。3746号艇と3747号艇の2隻が呉海軍工廠で建造された。予備浮力対策として落下バラストと浮力タンクを新設し、索の引っかかりやすい潜舵を廃止し、他の舵にもガードを取り付けた。また作業用に海水ジェットとサクションポンプによる砂掘り装置とマジックハンドを装備した。排水量23トン、全長12.6m、内殻直径1.95m。
救難及び海底調査で用いられるという艇の性質上、戦中の動向は両者とも資料に乏しく余り判然としていない。このうち呉に配備された3746号艇は、第2号艇と共に引き続き1940年（昭和15年）の伊63の浮揚作業に従事した他、1943年（昭和18年）には柱島泊地で謎の爆沈を遂げた戦艦陸奥の調査にも当たった記録が残る。しかし、海底や潜水艦と異なり突起物が多い水上艦艇の調査は伊63以上に困難を極め、最初の潜航で陸奥の船体構造に艇が引っ掛かって一時行動不能となるなど、二次災害に繋がりかねない事態を招いた事から、以降はこうした作業には従事することなく終戦を迎えた。沼津の海軍技術研究所に配備された3747号艇に至っては、主にソナーの研究用途に用いられた為か、その活動実態すらも殆ど伝わっていない。沖電気の子会社オキシーテックの1995年の社内報に依ると、海軍はそれまで九三式水中探信儀(フランス)や三式水中探信儀(ドイツ)を始めとする欧米諸国の技術の模倣からの脱却を図るべく、昭和18年10月よりアクティブ・ソナーによる海洋中の音波伝搬の基礎研究を開始したとされており、3747号艇もこうした研究に携わったものと思われる。
西村式第1号艇及び第2号艇は、第1号艇が1935年（昭和10年）。第2号艇が1937年（昭和12年）に大日本帝國陸軍の陸軍技術研究所に徴用(後に購入)され、陸軍主導のアクティブ・ソナー開発や、海底地形の音波探査技術の蓄積に功績を残した。後に西村と共に後述の三式潜航輸送艇の開発にも携わった陸軍第7研究所の塩見文作少佐によると、西村式潜水艇は海軍の伊号潜水艦の平均的な安全深度(約100m前後)の3倍以上の深さに潜航できる事から、当時の日本海軍でも持ち得なかった大深度での水中音響伝搬の各種データが得られたとされ、陸軍は当時の日本海軍ですら専ら輸入やデッドコピーに頼っていた水中探信儀(アクティブ・ソナー)、水中聴音機(パッシブ・ソナー)の独自開発に成功する。陸軍のソナーは陸上基地及び排水量１万トン級の陸軍特殊船向けの対潜水艦用水中音響兵器（す号機）と、駆逐艇や大発動艇などの小型船艇向け機雷探知用簡易ソナーの上陸舟艇用探雷機（ら号装置）の二種類で、前者が探知距離約2000m、後者が500m程度とされているが、塩見少佐は両者を組み合わせる事で潜水艦の生け捕りを行う事も十分可能であり、宗谷海峡と朝鮮海峡を音響監視する事で日本海にソ連潜水艦を封じ込められる程度の性能及び技術的知見を有していたという。
この縁もあり、西村は1942年（昭和17年）にガダルカナル島の戦いにおける補給物資輸送に苦慮 していた陸軍に対し、自らが培ってきた潜水艇技術を提供する形での陸軍独自の潜航輸送艇による輸送作戦を建議。三式潜航輸送艇(まるゆ)の開発に繋がっていく事となる。前述の塩見少佐によると、第1号艇及び第2号艇による大深度での各種調査データを勘案した結果、当時の(日本海軍も含む)列国の潜水艦の技術水準では、潜水艦同士の水中遭遇戦はまず起こり得ない事を知見として掴んでいた事。す号機やら号装置の活用により日本近海を中心とする海底地形を数多く把握していた事も、「昼間は海底に鎮座し、夜間に浮上して洋上航行を行う」まるゆの構想を具現化するのに役立ったという。第1号艇及び第2号艇はまるゆに乗船する陸軍船舶兵の訓練機材として終戦まで活動するが、皮肉にもこの事により、一民間船でありながらも陸軍所属の兵器とみなされ、連合国軍最高司令官総司令部への陸軍関係者の抗議も虚しく、終戦後にアメリカ軍の手により、生き残った三式潜航輸送艇共々爆破解体による海没処分の憂き目に遭う事となる。
一方、海軍所属の潜水作業艇は中途の経緯は不明ながらも3746号艇がアメリカ・バージニア州に現存している。沼津の3747号艇は一度沼津沖に海没処分とされた後に、海軍関係者の手により1955年（昭和30年）に浮揚が行われ、暫くの間沼津市内に展示されていたが、その後横須賀方面に輸送された後に解体されている。
西村は敗戦により西村式潜水艇のみならず私財一切に至るまでを喪失したが、その後も富岡定俊ら元陸海軍関係者の支援を受けながら新たな潜水艇を設計、戦前の調査事業再開や海底観光など新たな事業の立ち上げを目指した。その後笹川良一を通じて松尾國三とのスポンサー交渉に漕ぎ着けたものの、潜水艇の特許の帰属などを巡って折り合いが付かないまま交渉は破談。西村自身も昭和30年代中頃に病没し、戦後設計された第3号艇は未成のまま終わっている。

## 主要目
第1号の新造時
- 排水量：24.0トン
- 全長：10.78m
- 最大幅：1.83m
- 機関：ディーゼル1基、1軸
- 速力：5ノット（水中）
- 航続距離：3ノットで9海里（水中）
- 安全潜航深度：350m
- 乗員：4名